# Podwójne rozpoznanie
Podwójne rozpoznanie (podwójna diagnoza) – termin stosowany w psychiatrii oznaczający rozpoznanie u pacjenta dwóch zaburzeń psychicznych, z czego jedno ma związek z nadużywaniem lub uzależnieniem od substancji psychoaktywnych. Jest to rodzaj współchorobowości.

## Leczenie
Osoby z podwójną diagnozą są często uważane za pacjentów "bardzo trudnych", który sprawiają największe problemy terapeutyczne. Taki stan rzeczy jest spowodowany m.in. przez skupieniu się w czasie leczenie głównie na problemie tylko jednego z zaburzeń. Występowanie dwóch schorzeń niesie za sobą przykre sytuacje, w których chory przestaje uczęszczać na terapię lub nie może kontynuować programu odwykowego, gdyż problem związany z substancjami psychoaktywnymi jest przeszkodą w leczeniu drugiego zaburzenia i vice versa.